# Citi Open 2017
Citi Open 2017 byl společný tenisový turnaj mužského okruhu ATP World Tour a ženského okruhu WTA Tour, který se hrál v areálu William H.G. FitzGerald Tennis Center na otevřených dvorcích s tvrdým povrchem Sportmaster. Probíhal mezi 31. červencem  až 6. srpnem 2017 v americkém hlavním městě Washingtonu, D.C. jako 49. ročník mužského a 7. ročník ženského turnaje.
Mužská polovina se řadila do kategorie ATP World Tour 500 a její dotace činila 2 002 460 dolarů. Ženská část s rozpočtem 250 000 dolarů patřila do kategorie WTA International Tournaments.
Nejvýše nasazenými hráči v soutěžích dvouher se stali sedmý hráč žebříčku Dominic Thiem z Rakouska a světová dvojka Simona Halepová z Rumunska. Jako poslední přímí účastníci do dvouher nastoupili americký 186. tenista pořadí Mitchell Krueger a 142. žena klasifikace Françoise Abandová z Kanady.
Čtvrtou trofej z mužské dvouhry v probíhající sezóně získal 20letý Němec Alexander Zverev, která představovala celkově páté turnajové vítězství. Třetí singlový titul kariéry na okruhu WTA Tour a první od roku 2014 si odvezla 58. hráčka žebříčku  Jekatěrina Makarovová z Ruska.
Sedmý společný titul ze čtyřhry okruhu ATP Tour vybojoval první světový  pár složený z Fina Henriho Kontinena a Australana Johna Peerse. Druhou společnou trofej si připsal japonsko-český pár Šúko Aojamová a Renata Voráčová, které bodový zisk zajistil posun na kariérní maximum deblového žebříčku WTA, 31. místo.

## Distribuce bodů a finančních odměn

### Distribuce bodů
| Soutěž       | vítězové | finalisté | semifinalisté | čtvrtfinalisté | 16 v kole | 32 v kole | 64 v kole | Q  | Q2 | Q1 |
| ------------ | -------- | --------- | ------------- | -------------- | --------- | --------- | --------- | -- | -- | -- |
| dvouhra mužů | 500      | 300       | 180           | 90             | 45        | 20        | 0         | 10 | 4  | 0  |
| čtyřhra mužů | 500      | 300       | 180           | 90             | 0         | —         | —         | 45 | 25 | 0  |
| dvouhra žen  | 280      | 180       | 110           | 60             | 30        | 1         | —         | 18 | 12 | 1  |
| čtyřhra žen  | 280      | 180       | 110           | 60             | 1         | —         | —         | —  | —  | —  |

### Finanční odměny
| Soutěž                              | vítězové | finalisté | semifinalisté | čtvrtfinalisté | 16 v kole | 32 v kole | 64 v kole | Q2     | Q1   |
| ----------------------------------- | -------- | --------- | ------------- | -------------- | --------- | --------- | --------- | ------ | ---- |
| dvouhra mužů                        | $355 460 | $174 265  | $87 685       | $44 595        | $23 160   | $12 215   | $6 600    | $1 355 | $690 |
| čtyřhra mužů                        | $107 020 | $52 400   | $26 280       | $13 490        | $6 970    | —         | —         | —      | —    |
| dvouhra žen                         | $43 000  | $21 400   | $11 500       | $6 200         | $3 420    | $2 220    | —         | $1 285 | $750 |
| čtyřhra žen                         | $12 300  | $6 400    | $3 435        | $1 820         | $960      | —         | —         | —      | —    |
| částka ve čtyřhře je uvedena na pár |          |           |               |                |           |           |           |        |      |

## Dvouhra mužů

### Nasazení

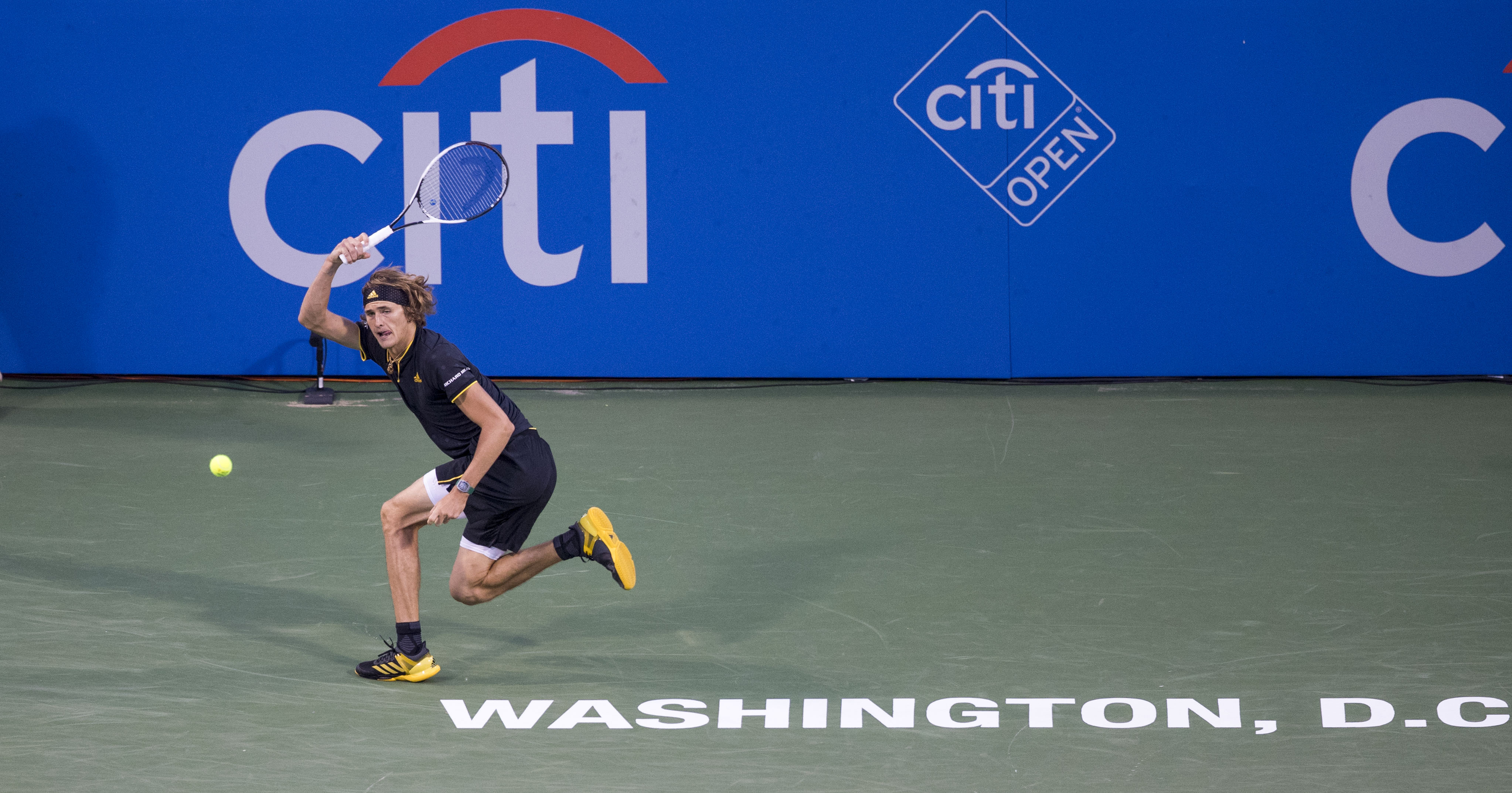
Vítězný Alexander Zverev

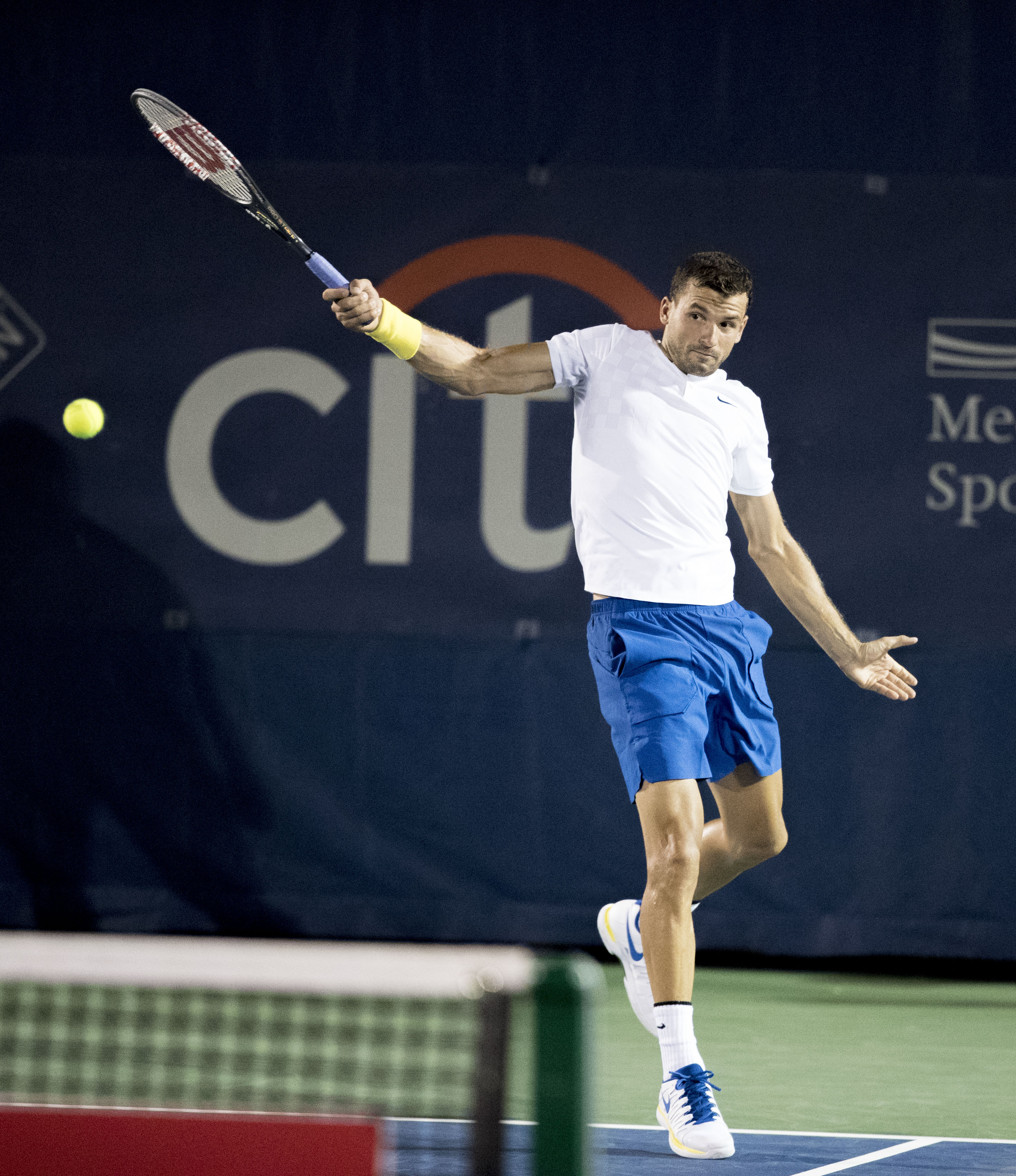
Bulhar Grigor Dimitrov

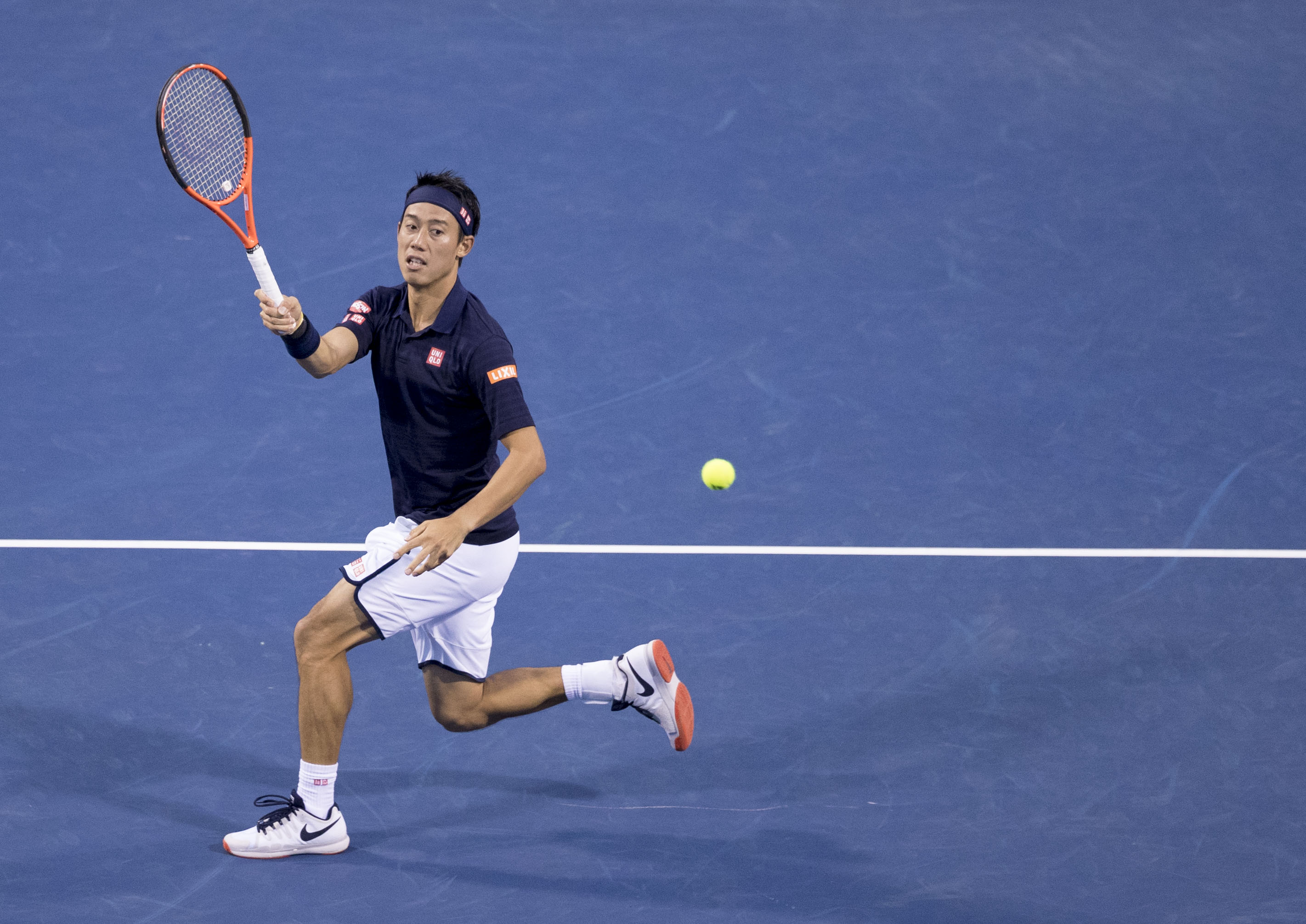
Japonec Kei Nišikori

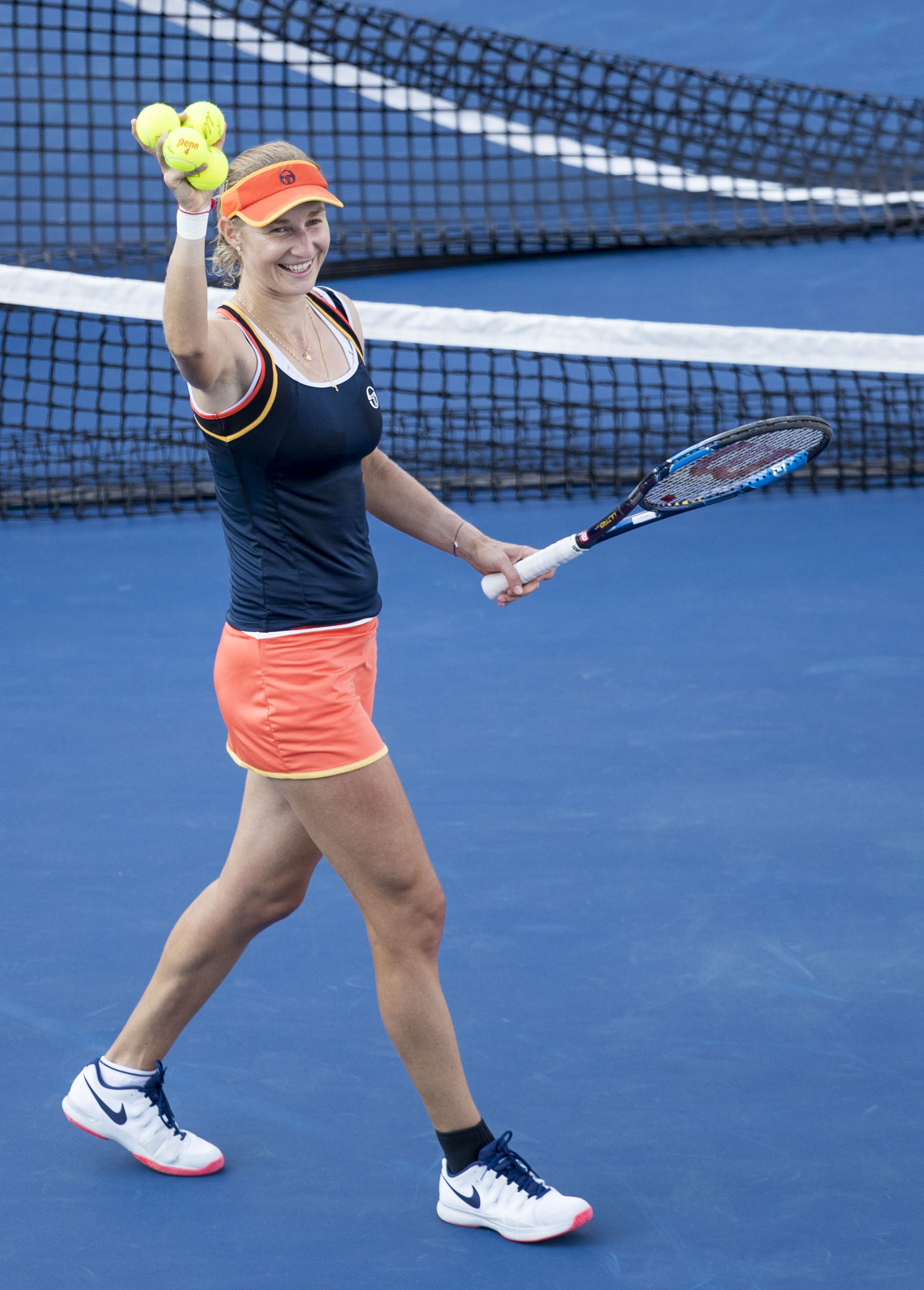
Vítězka Jekatěrina Makarovová

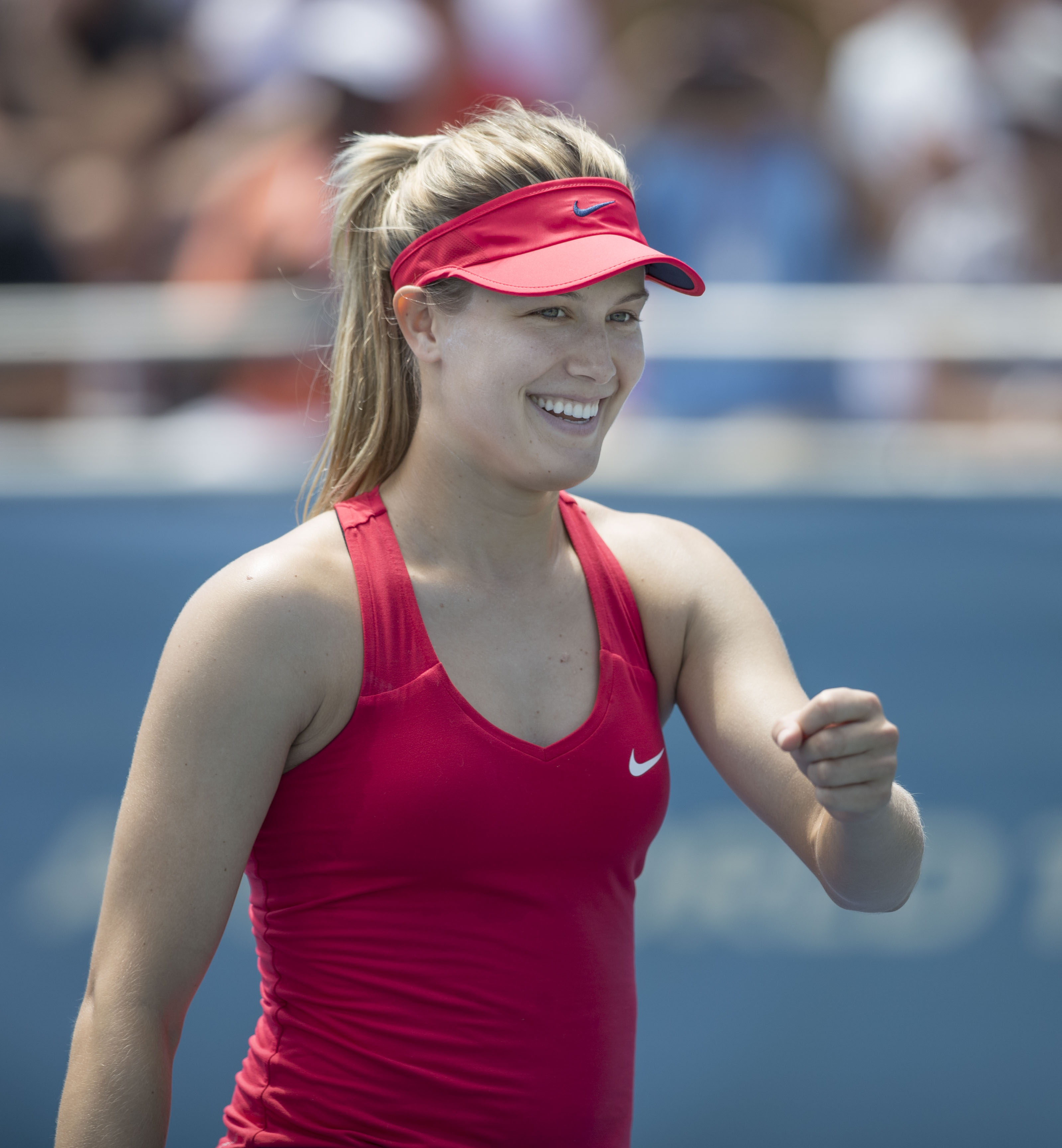
Kanaďanka Eugenie Bouchardová

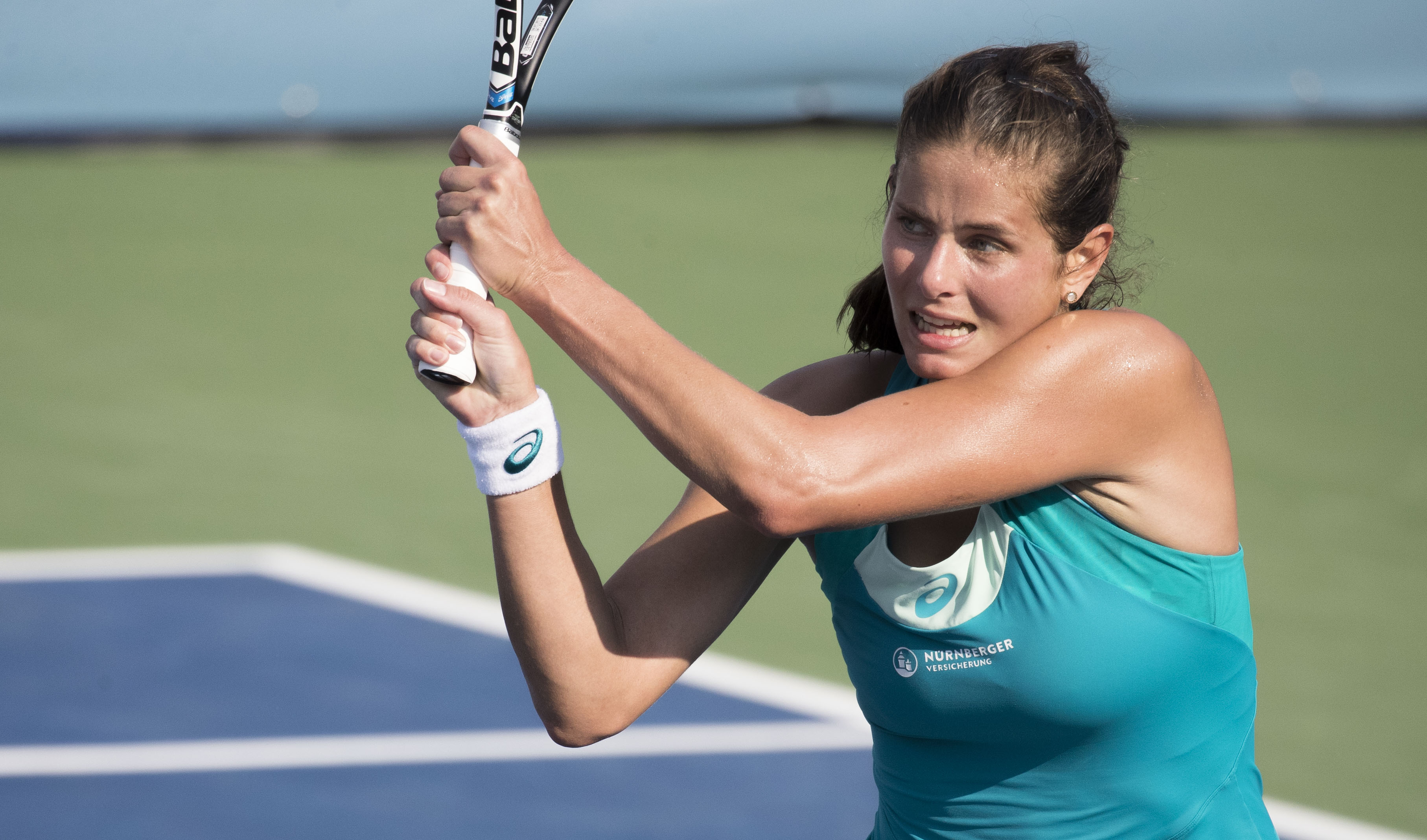
Poražená finalistka Julia Görgesová

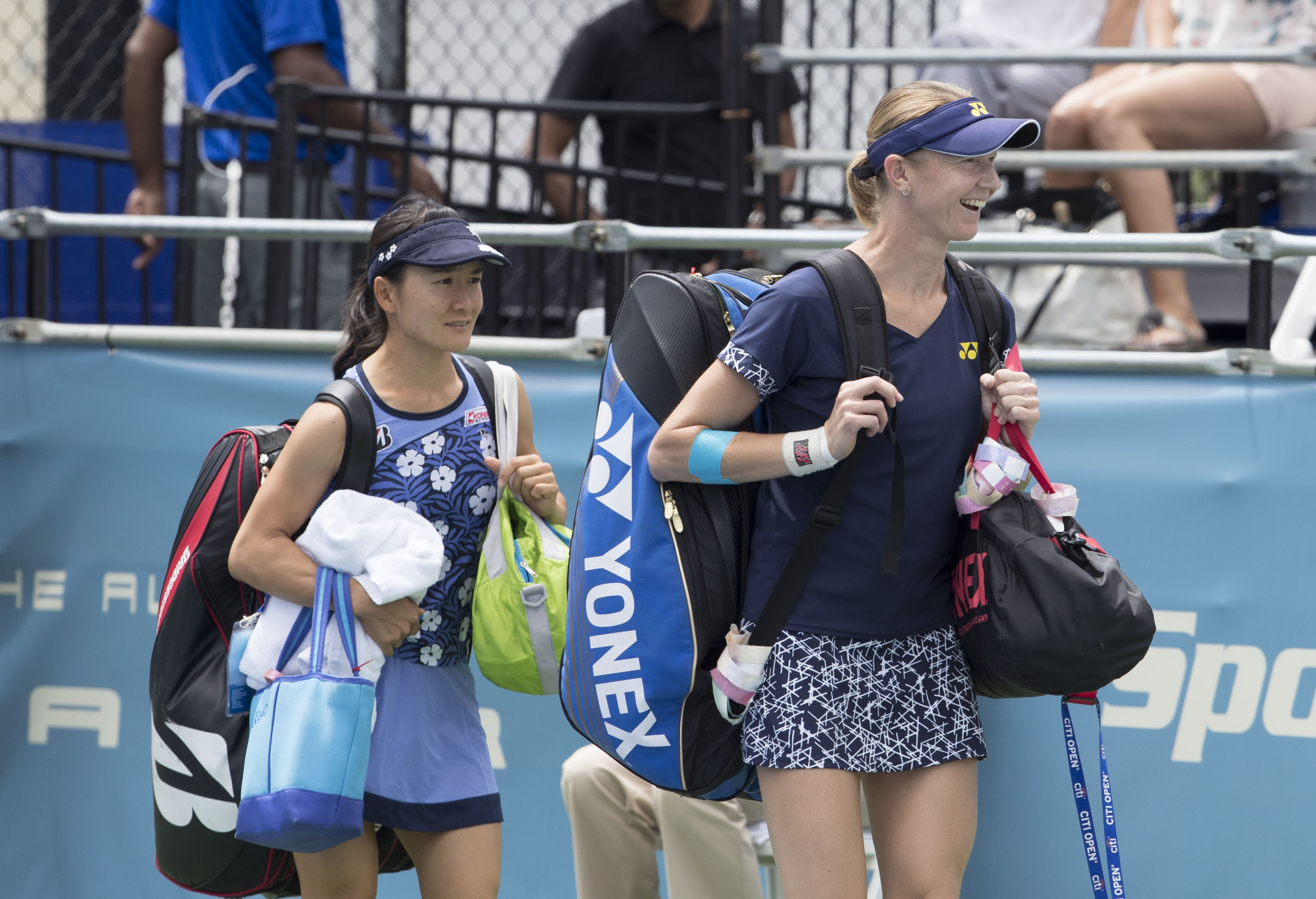
Vítězný pár Šúko Aojamová a Renata Voráčová

| Stát                             | Hráč                  | ATP | Nasazení |
| -------------------------------- | --------------------- | --- | -------- |
| Rakousko                         | Dominic Thiem         | 7.  | 1.       |
| Japonsko                         | Kei Nišikori          | 8.  | 2.       |
| Kanada                           | Milos Raonic          | 9.  | 3.       |
| Bulharsko                        | Grigor Dimitrov       | 10. | 4.       |
| Německo                          | Alexander Zverev      | 11. | 5.       |
| Francie                          | Gaël Monfils          | 16. | 6.       |
| Francie                          | Lucas Pouille         | 17. | 7.       |
| USA                              | Jack Sock             | 19. | 8.       |
| USA                              | John Isner            | 20. | 9.       |
| Austrálie                        | Nick Kyrgios          | 21. | 10.      |
| Lucembursko                      | Gilles Müller         | 22. | 11.      |
| Německo                          | Mischa Zverev         | 25. | 12.      |
| Argentina                        | Juan Martín del Potro | 30. | 13.      |
| USA                              | Steve Johnson         | 34. | 14.      |
| Jižní Afrika                     | Kevin Anderson        | 35. | 15.      |
| USA                              | Ryan Harrison         | 42. | 16.      |
| Žebříček ATP k 24. červenci 2017 |                       |     |          |

### Jiné formy účasti
Následující hráčí obdrželi divokou kartu do hlavní soutěže:
- Grigor Dimitrov
- Kei Nišikori
- Milos Raonic
- Tim Smyczek
- Tommy Paul

Následující hráči postoupili z kvalifikace:
- Sekou Bangoura
- Alessandro Bega
- Juki Bhambri
- Alexios Halebian
- Edan Leshem
- Ramkumar Ramanathan

Následující hráč postoupil z kvalifikace jako tzv. šťastný poražený:
- Marc Polmans

### Odhlášení
před zahájením turnaje
- Dan Evans → nahradil jej  Ruben Bemelmans
- John Isner → nahradil jej  Marc Polmans
- Illja Marčenko → nahradil jej  Reilly Opelka
- Bernard Tomic → nahradil jej  Stefan Kozlov

## Mužská čtyřhra

### Nasazení
| Stát                                                                        | Hráč           | Stát      | Hráč         | ATP | Nasazení |
| --------------------------------------------------------------------------- | -------------- | --------- | ------------ | --- | -------- |
| Finsko                                                                      | Henri Kontinen | Austrálie | John Peers   | 5.  | 1.       |
| Polsko                                                                      | Łukasz Kubot   | Brazílie  | Marcelo Melo | 5.  | 3.       |
| Spojené království                                                          | Jamie Murray   | Brazílie  | Bruno Soares | 11. | 2.       |
| USA                                                                         | Bob Bryan      | USA       | Mike Bryan   | 16. | 4.       |
| Žebříček ATP k 24. červenci 2017; číslo je součtem umístění obou členů páru |                |           |              |     |          |

### Jiné formy účasti
Následující páry obdržely divokou kartu do hlavní soutěže:
- Rohan Bopanna /  Donald Young
- Nicholas Monroe /  Jack Sock

Následující pár postoupil do hlavní soutěže z kvalifikace:
- James Cerretani /  Marc Polmans

## Ženská dvouhra

### Nasazení
| Stát                             | Hráčka                 | WTA | Nasazení |
| -------------------------------- | ---------------------- | --- | -------- |
| Rumunsko                         | Simona Halepová        | 2.  | 1.       |
| Francie                          | Kristina Mladenovicová | 13. | 2.       |
| USA                              | Lauren Davisová        | 35. | 3.       |
| Německo                          | Julia Görgesová        | 39. | 4.       |
| Francie                          | Océane Dodinová        | 54. | 5.       |
| Rumunsko                         | Monica Niculescuová    | 57. | 6.       |
| Rusko                            | Jekatěrina Makarovová  | 59. | 7.       |
| USA                              | Christina McHaleová    | 60. | 8.       |
| Žebříček WTA k 24. červenci 2017 |                        |     |          |

### Jiné formy účasti
Následující hráčky obdržely divokou kartu do hlavní soutěže:
- Bianca Andreescuová
- Simona Halepová
- Sloane Stephensová

Následující hráčky postoupily z kvalifikace:
- Louisa Chiricová
- Valentini Grammatikopoulou
- Jamie Loebová
- Heather Watsonová

### Odhlášení
před zahájením turnaje
- Darja Kasatkinová → nahradila ji  Patricia Maria Țigová
- Julia Putincevová → nahradila ji  Françoise Abandová
- Francesca Schiavoneová → nahradila ji  Aryna Sabalenková
- Jaroslava Švedovová → nahradila ji  Mariana Duqueová Mariñová
- Samantha Stosurová → nahradila ji  Jana Čepelová

## Ženská čtyřhra

### Nasazení
| Stát                                                                         | Hráčka                     | Stát      | Hráčka              | WTA  | Nasazení |
| ---------------------------------------------------------------------------- | -------------------------- | --------- | ------------------- | ---- | -------- |
| Indie                                                                        | Sania Mirzaová             | Rumunsko  | Monica Niculescuová | 23.  | 1.       |
| Japonsko                                                                     | Šúko Aojamová              | Česko     | Renata Voráčová     | 81.  | 2.       |
| Kolumbie                                                                     | Mariana Duqueová Mariñová  | Argentina | María Irigoyenová   | 198. | 3.       |
| Řecko                                                                        | Valentini Grammatikopoulou | Japonsko  | Nao Hibinová        | 218. | 4.       |
| Žebříček WTA k 24. červenci 2017; číslo je součtem umístění obou členek páru |                            |           |                     |      |          |

### Jiné formy účasti
Následující pár obdržel divokou kartu do hlavní soutěže:
- Skylar Mortonová /  Alana Smithová

## Přehled finále

### Mužská dvouhra
- Alexander Zverev vs.  Kevin Anderson 6–4, 6–4

### Ženská dvouhra
- Jekatěrina Makarovová vs.  Julia Görgesová 3–6, 7–6(7–2), 6–0

### Mužská čtyřhra
- Henri Kontinen /  John Peers vs.  Łukasz Kubot /  Marcelo Melo 7–6(7–5), 6–4

### Ženská čtyřhra
- Šúko Aojamová /  Renata Voráčová vs.  Eugenie Bouchardová /  Sloane Stephensová, 6–3, 6–2